# Ktoś mnie obserwuje
Ktoś mnie obserwuje (tytuł oryg. Someone's Watching Me!) − amerykański film telewizyjny z 1978 roku, napisany i wyreżyserowany przez Johna Carpentera, z Lauren Hutton, Davidem Birneyem, Adrienne Barbeau oraz Charlesem Cyphersem obsadzonymi w rolach głównych. Film został premierowo wyemitowany przez stację NBC dnia 29 listopada 1978.

## Obsada
- Lauren Hutton − Leigh Michaels
- David Birney − Paul Winkless
- Adrienne Barbeau − Sophie
- Charles Cyphers − Gary Hunt
- Grainger Hines − Steve
- Len Lesser − Burly Man
- John Mahon − Frimsin
- James Murtaugh − Leone

## Nagrody i wyróżnienia
- 1979, Edgar Allan Poe Awards:
  - nominacja do nagrody Edgar w kategorii najlepszy telewizyjny film fabularny lub miniserial (wyróżniony: John Carpenter)[2]